# Флеймс Юнайтед СК
 Флеймс Юнайтед СК е футболен клуб от Синт Маартен състезаващ се в „СМСА Сениор Лига“, най-високото ниво на футбола в Синт Маартен. Играе срещите си на стадион „Раул Илидж Спорт Комплекс“ в столицата Филипсбург. Клубът също има отбор по футзал.

## Международни участия
Клубът представя Синт Маартен в клубния шампионат на Карибите през 2016 г. Първенство на Синт Маартен през 2016 г. не се провежда. Клубът участва като шампион за 2014/15 и носител на „Ексълънс Къп“ (този турнир се разиграва с участието на отбори от Синт Маартен, Сен Мартен и остров Сен Бартелми – и двете френски владения.
В първия кръг отборът от Филипсбург губи от „Сан Хуан Джаблотех“ (Тринидад и Тобаго) с 0:9. Нов разгром с резултат 2:9 във втория кръг срещу Систем 3 (Сейнт Винсънт и Гренадини) слага край на надеждите за класиране в следващата фаза. И в третия кръг „огньовете“ регистрират във вратата си осем гола срещу „КС Мулиан“ (Гваделупа). Така червените логично остават на последното място в групата и отпадат от турнира.

## Успехи
СМСА Сениор Лига:
- Шампион на Синт Маартен (2): 2014/15, 2020/21

Ексълънс къп:
- Носител (1): 2013/14
  -   Финалист (2): 2012